# Centara Grand Hotel
Centara Grand Hotel es un rascacielos situado en el distrito Pathum Wan, Bangkok, Tailandia. El edificio alberga un hotel parte de Centara Hotels and Resorts, de Central Group .

## Estructura
Esta nueva torre de hotel está integrada en el centro comercial CentralWorld, que fue una expansión del antiguo World Trade Center.  Aparte de las plantas públicas del hotel, hay plantas de aparcamiento y amplias instalaciones para convenciones. Este centro de convenciones incluye un vestíbulo de convenciones de 20.000 metros cuadrados y numerosas salas funcionales. Estas instalaciones, en la planta 22, son fácilmente accesibles desde la calle mediante un grupo dedicado de ascensores, están situados cerca de la sala de baile del hotel y las salas de reuniones permitiendo que las dos instalaciones sean usadas al mismo tiempo. El centro de convencionea abrió en julio de 2007, siendo una de sus primeras funciones el banquete de premios y otras varias actividades del 2007 Bangkok International Film Festival.
La torre del hotel asciende por encima del podio para tomar su lugar como un punto de atracción en el skyline de Bangkok. La masa del podio es una sucesión de círculos concéntricos superpuestos alrededor del eje de la torre. El cilindro de cristal y metal se eleva directamente desde la calle con una altura de aproximadamente 189 metros. Su expresión arquitectónica consiste en una disposición de bandas horizontales superpuestas sobre una fuerte estructura vertical. El dinamismo y el juego de transparencia frente a solidez son sellos del diseño global. Estos elementos se combinan para crear un edificio cuya ligereza contradice su gran tamaño, de 56 plantas. El edificio tiene una altura de 235 m (771 ft), haciéndolo el cuarto edificio más alto de Tailandia.